# La Magdelaine-sur-Tarn
La Magdelaine-sur-Tarn is een gemeente in het Franse departement Haute-Garonne (regio Occitanie) en telt 609 inwoners (1999). De plaats maakt deel uit van het arrondissement Toulouse.

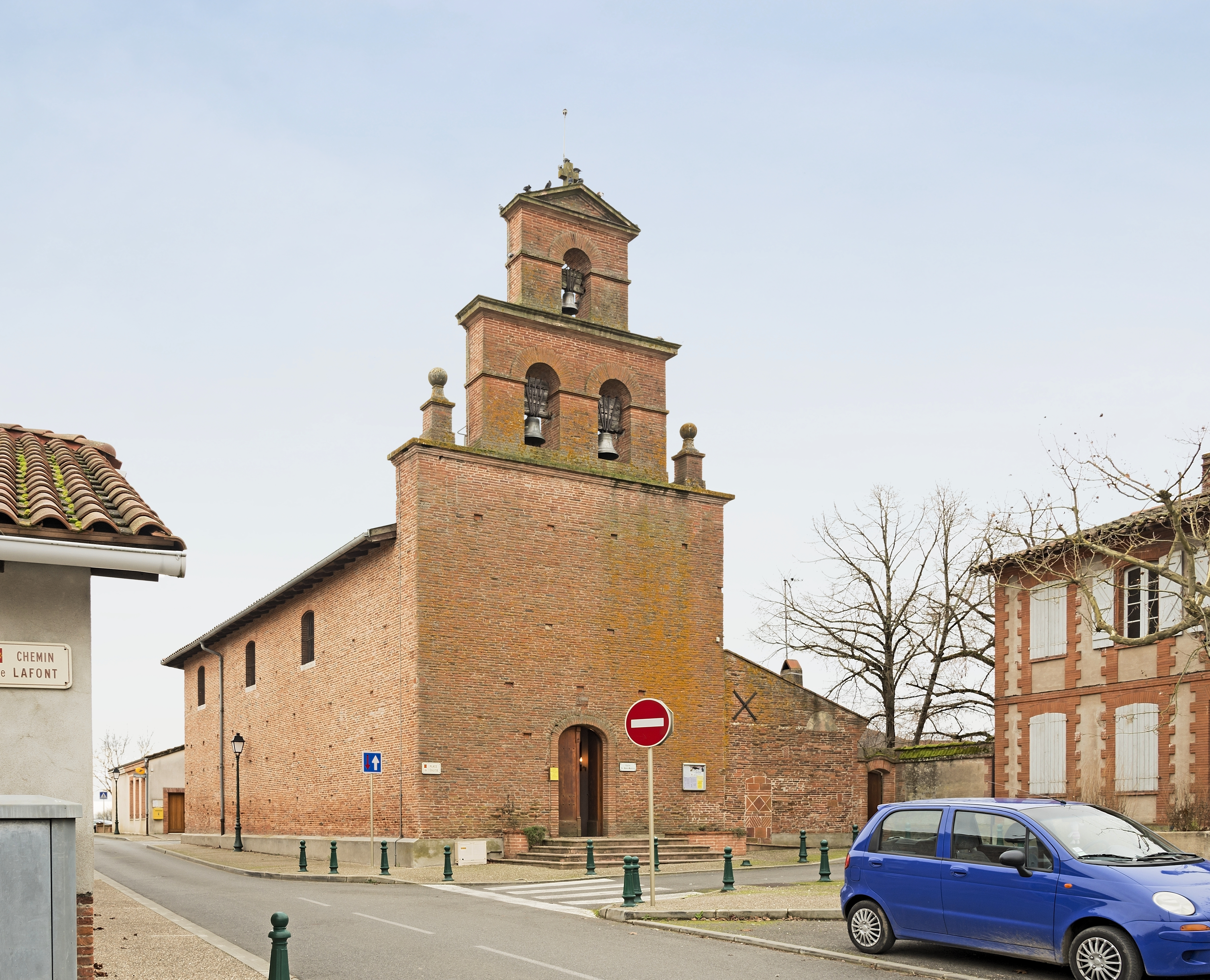
Kerk van La Magdelaine-sur-Tarn
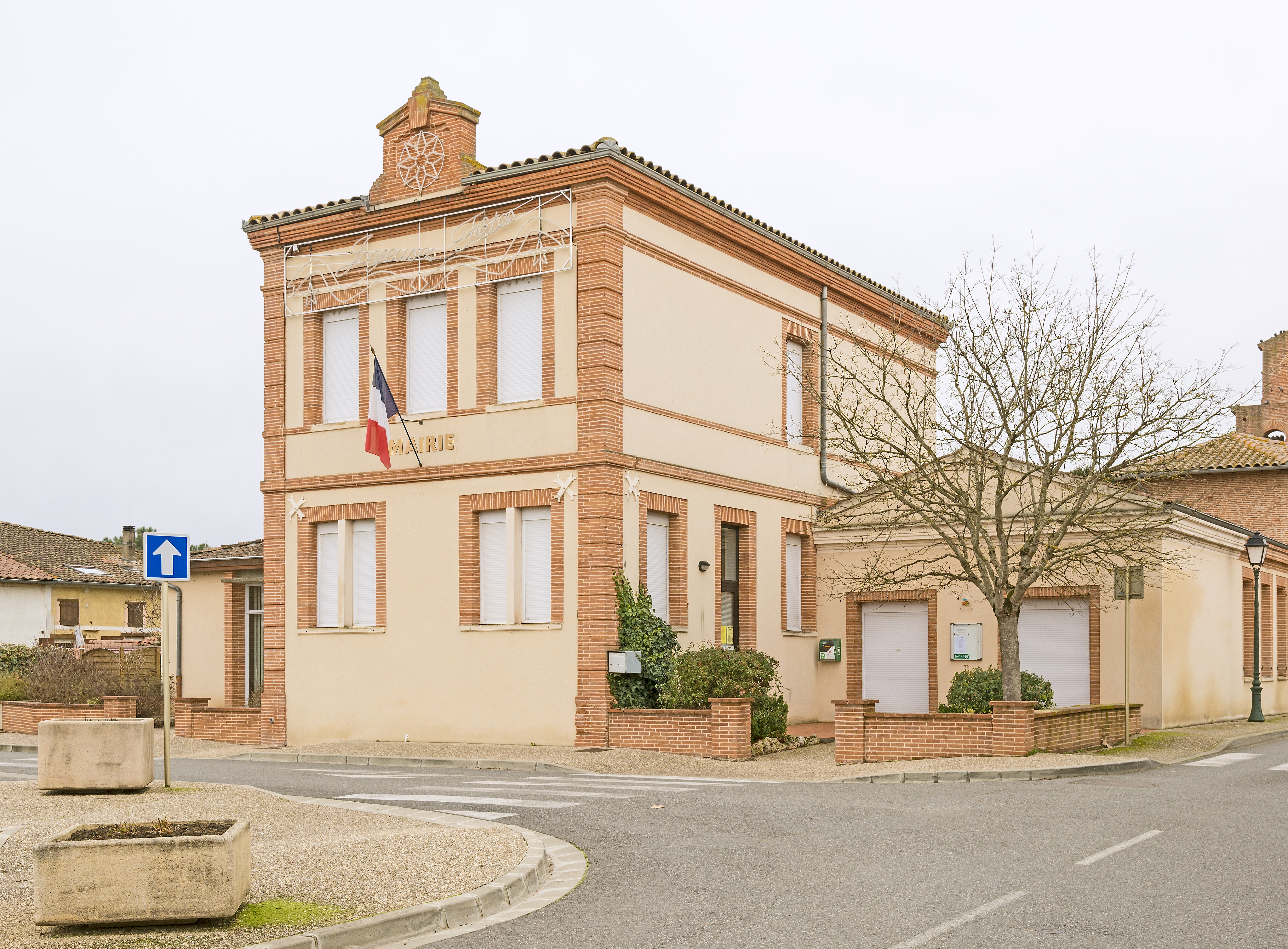
Gemeentehuis

## Geografie
De oppervlakte van La Magdelaine-sur-Tarn bedraagt 6,8 km², de bevolkingsdichtheid is 89,6 inwoners per km².
De onderstaande kaart toont de ligging van La Magdelaine-sur-Tarn met de belangrijkste infrastructuur en aangrenzende gemeenten.

## Demografie
Onderstaande figuur toont het verloop van het inwonertal (bron: INSEE-tellingen).